# サニヤー・マルホートラ
サニヤー・マルホートラ（Sanya Malhotra、1992年2月25日 - ）は、インドのボリウッドで活動する女優。『ダンガル きっと、つよくなる』で女優デビューした。

## 生い立ち
デリー出身で、コンテンポラリー・ダンスとバレエの経験がある。

## キャリア

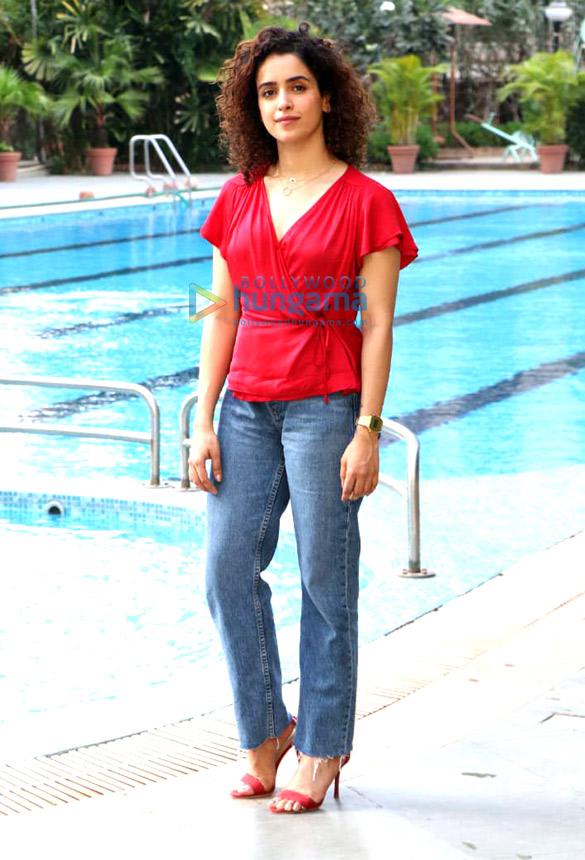
サニヤー・マルホートラ（2019年）

サニヤーはダンス・リアリティ番組『Dance India Dance』に出演してトップ100入りを果たした。ムンバイに移住後はテレビ番組のオーディションに参加しつつ、テレビコマーシャルのアシスタントカメラマンとして働いた。広告業界で働く中で、キャスティング監督のムケーシュ・チャブラからオーディションに呼ばれ、ファーティマー・サナー・シャイフと共に2016年公開の『ダンガル きっと、つよくなる』のオーディションに参加する。同作はアマチュアレスリング選手のマハヴィル・シン・フォーガットと彼の娘であるフォーガット姉妹を題材にした伝記映画だが、彼女はアマチュアレスリングの知識がなかったため、役作りのためにレスリングに関するビデオを鑑賞して「レスラーの動き方、歩き方、ボディランゲージ」を学んだ。2人はニテーシュ・ティワーリーとアーミル・カーンとの5回のオーディションでフィジカルトレーニングとワークショップを受け、元レスラーのクリパ・シャンカル・パテル・ビシュノイから指導を受けた。同作は興行的な成功を収め、2017年のインド映画興行成績第1位となった。アヌパマ・チョープラーは、サニヤーが物語に「力強いサポート」を提供したと批評している。同年にはアーミル・カーンがプロデュースした『シークレット・スーパースター』の楽曲「Sexy Baliye」の振り付けを担当している。
2018年にヴィシャール・バルドワージの『Pataakha』に出演し、ラーディカー・マダンと共演した。同作はチャラン・シン・パティックの短編小説『Do Behnen』を原作とし、仲違いするラージャスターン州の姉妹を描いている。2人は役作りのため、ラージャスターン州ジャイプル近郊のロンシ村に滞在して現地語や風俗を学び、役作りのために体重を10キログラム増量している。サニヤーの演技について、ラジャ・センは「異常なほどの熱意で役を演じている」「大胆不敵な女優に見える」と批評している。同年には中年女性の妊娠問題を題材にした『Badhaai Ho』に出演し、アーユシュマーン・クラーナーと共演している。同作は興行的な成功を収め、批評家からも高い評価を得ている。
2019年にリテーシュ・バトラの『Photograph』でナワーズッディーン・シッディーキーと共演し、同作はサンダンス映画祭と第69回ベルリン国際映画祭で上映された。ハリウッド・リポーターは「breakout talent」特集でサニヤーを紹介し、フィルム・コンパニオンのラーフル・デサイも彼女の演技を賞賛している。サニヤーは同作の演技を評価され、フィルムフェア賞 審査員選出女優賞にノミネートされている。

## フィルモグラフィ
- ダンガル きっと、つよくなる（2016年） - バビータ・クマリ（英語版）
- シークレット・スーパースター（2017年） - 「Sexy Baliye」の振り付け
- Pataakha（2018年） - ジェンダー・クマリ
- Badhaai Ho（2018年） - レニー・シャルマ
- Photograph（2019年） - ミロニ・シャー
- LUDO 〜4つの物語〜（英語版）（2020年）
- Shakuntala Devi（2020年） - アヌパマ・バネルジー
- おかしな子（英語版）（2021年） - サンディヤ
- Meenakshi Sundareshwar（2021年） - メーナクシ
- JAWAN/ジャワーン（2023年） - イーラム医師